# 쟈니스 긴자
『쟈니스 긴자』는 2010년부터 도쿄 시어터 크리에에서 열리는 무대 공연이다.

## 팬 감사 라이브 in 시어터 크리에 (2010년)
주연은 우치 히로키와 A.B.C-Z가 맡았다. 또한, A.B.C-Z에 있어서는 첫 주연, 첫 프로듀스 작품이 되었다.
골든 위크 라이브 스페셜 우치 히로키 with Question? 『나의 집에 와 크리에!』~ Come on a my House~
기획·구성은 우치 히로키.
- 5월 1일 ~ 9일 : 우치 히로키 with Question?

후레쉬 쟈니스 주니어 페스티벌 A.B.C-Z 프로듀스 『모두 크리에에 와줘 크리에!』
A.B.C-Z가 프로듀스. 총 35공연.
- 〔PART 1〕 5월 11일 ~ 19일・24일 ~ 26일・31일 : A.B.C-Z
- 〔PART 2〕 5월 21일 ~ 26일 : They 부도, Mis Snow Man, 쟈니스 Jr./A.B.C-Z
- 〔PART 3〕 5월 28일 ~ 31일 : 후레쉬 쟈니스 Jr./ABC-Z

## 모두 크리에에 와줘 크리에! 2011
【PART 1】 A.B.C-Z 프로듀스 해외투어 개선 공연.
A.B.C-Z가 프로듀스.
- 4월 29일 ~ 5월 5일 : A.B.C-Z

【PART 2】 키타야마 히로미츠×후지가야 타이스케  스페셜 라이브
- 5월 7일 ~ 10일, 5월 21일・22일 : 키타야마 히로미츠, 후지가야 타이스케

【PART 3】 A.B.C-Z 프로듀스 퍼스널
A.B.C-Z 멤버가 날마다 공연을 프로듀스 한다.
13일 : 카와이 프로듀스 「웃기지 않는 콩트 편 (웃음)」 14일 : 토츠카 프로듀스 「작사작곡 편」 15일 : 하시모토 프로듀스 「Vocal 편」 17일 : 츠카다 프로듀스 「아크로바틱 편」
18일 : 고세키 프로듀스 「Dance 편」
- 5월 13일 ~ 18일 : A.B.C-Z

【PART 4】 A.B.C-Z 프로듀스 with 사나다 유마・노자와 유키 〈Mis Snow Man〉, 쟈니스 Jr.
- 5월 23일 ~ 29일 : 사나다 유마・노자와 유키 (Mis Snow Man), 쟈니스 Jr.

## 쟈니즈 긴자 You의 앞에는 Me가 있다! (2012년)
일정
- 4월 27일 ~ 30일 : Kis-My-Ft2 (센가 켄토, 미야타 토시야, 요코오 와타루, 니카이도 타카시)
- 5월 4일 ~ 6일 : 칸사이 쟈니스 Jr. 1조 (후지이 류세이, 코타키 노조무, 타케모토 신페이, 신가키 유토, 무카이 코지, 카네우치 토마, 무로 류타, 나카마 준타)
- 5월 8일 ~ 10일, 15일 ~17일 : A.B.C-Z 〈ABC좌 도쿄 개선 공연〉
- 5월 11일 ~ 13일 : A.B.C-Z with noon boyz
- 5월 22일・23일・25일, 29일 ~ 31일 : 우치 히로키 with Question?
- 5월 26일 ~ 28일 : 칸사이 쟈니스 Jr. 2조 (키리야마 아키토, 시게오카 다이키, 나카마 준타, 카미야마 토모히로, 하마다 타카히로)
- 5월 18일 ~ 20일・6월 1일 ~ 3일 : A.B.C-Z with 쟈니스 Jr.

## Live House 쟈니스 긴자 (2013년)
일정
△는 참가 안하는 날.
- 【스페셜 버전】 4월 28일 : 마츠시마 소우, 마리우스 요 외
- 【A】 4월 29일・30일 : noon boyz (사나다 유마, 노자와 유키) + 쟈니스 Jr. 《Part1》 (모리모토 신타로△, 타나카 쥬리, 쿄모토 타이가△, 코우치 유고)
- 【B】 5월 1일・2일・8일・9일・15일・16일・29일・30일 : Sexy Boyz (진구지 유타, 이와하시 겡키, 키시 유타, 미야치카 카이토△, 나카무라 레이아, 마츠쿠라 카이토, 마츠다 겐타, 하뉴다 아무, 쿠라모토 카오루, 타카하시 후, 하야시 잇페이), 카쿠타 유세이, 오카모토 카우안, 이노우에 미즈키, 하시모토 료, 하바 유키, 하야시 렌, 카네다 요세이, 타마모토 후미토
- 【C】 5월 3일 ~ 5일 : 나카야마 유마
- 【D】 5월 6일 ~ 9일 : 포~유~
- 【E】 5월 10일・24일・6월1일・2일 : 제시, 마츠무라 호쿠토
- 【F】 5월 13일・14일 : 야라 토모유키, They 부도
- 【G】 5월 17일 ~ 19일 : 쟈니스 Jr. 《Part2》 (야스이 켄타로, 하기야 케이고, 모리타 뮤토, 이와모토 히카루, 후카자와 타츠야, 모로호시 쇼키)
- 【H】 5월 20일・21일 : Travis jr. (미야치카 카이토, 아베 아란, 요시자와 시즈야, 나카무라 카이토, 카지야마 아사히)
- 【I】 5월 22일・23일 : 우치 히로키, 이시가케 다이스케, 고토 히로미, 카와시마 노에루△, 시메카케 류야△, 나카다 히로키△, 마츠모토 코타△, 이케다 유△
- 【J】 5월 27일 ~ 31일 : Snow Man (이와모토 히카루&후카자와 타츠야&아베 료헤이, 와타나베 쇼타&사쿠마 다이스케&미야다테 료타)
- 【K】 5월 12일・16일 : 마츠시마 소우, 마리우스 요, Sexy Boyz, 모리모토 신타로△, 타나카 쥬리, 쿄모토 타이가△, 코우치 유고

## 쟈니스 긴자 2014
일정
【I】는 설정 없음.
- 【A】 4월 28일 ~ 5월 1일・30일 : Sexy Boyz (진구지 유타, 이와하시 겡키, 키시 유타, 미야치카 카이토, 아베 아란)
- 【B】 5월 3일 ~ 6일 : 나카야마 유마
- 【C】 5월 7일・8일 : Johnnys' Sound (쿄모토 타이가, 모로호시 쇼키, 마스다 료, 코바야시 미즈키, 오가와 유, 이시다 나오야, 키시 타카요시, 이시가키 다이스케, 고토 히로미)
- 【D】 5월 9일 ~ 11일・28일・29일 : 쟈니스 Jr. 《Part1 & Part2》 (하기야 케이고, 야스이 켄타로, 마츠무라 호쿠토, 쿄모토 타이가, 노자와 유키, 모리모토 신타로, 모로호시 쇼키, 타나카 쥬리, 코우치 유고)
- 【E】 5월 12일 ~ 15일 : 포~유~
- 【F】 5월 16일 ~ 18일・26일・27일 : Sexy Champ (제시, 마스다 료, 한자와 아카츠키, 사나다 유마, 모리타 뮤토, 오카모토 카우안, 안다손, 야마쿠라 샤루후)
- 【G】 5월 19일 ~ 21일 : They 부도
- 【H】 5월 24일・25일・31일・6월 1일 : Sexy Age (히라노 쇼, 나가세 렌) / Sexy Jr. (나카무라 레이아, 타카하시 카이토)
- 【J】 6월22일 ~ 4일 : Snow Man (이와모토 히카루&후카자와 타츠야&아베 료헤이, 와타나베 쇼타&사쿠마 다이스케&미야다테 료타)

## 쟈니스 긴자 2015
좌장은 히라노 쇼, 나가세 렌, 타카하시 카이토, 진구지 유타, 이와하시 겡키, 키시 유타의 6명.
일정
- 【A】 4월 24일 ~ 26일, 5월 31일 ~ 6월 1일 : 히라노 쇼, 나가세 렌, 타카하시 카이토, 진구지 유타, 이와하시 겡키, 키시 유타, 쟈니스 Jr. (하시모토 료, 이노우에 미즈키, 하바 유키, 스게타 린네, 모토다카 카츠키, 무라키 료타, 마에다 코키)
- 【B】 5월 8일 ~ 10일・17일 : 제시, 마리우스 요, 마스다 료, 한자와 아카츠키, 야마쿠라 샤루후, 오카모토 카우안, 나가츠마 레오, 타니무라 류이치)
- 【C】 4월 30일 ~ 5월 1일・3일・4일 : 제시, 마츠무라 호쿠토, 모리모토 신타로, 타나카 쥬리, 코우치 유고
- 【D】 5월 5일・6일・15일・16일 : 미야치카 카이토, 아베 아란, 요시자와 시즈야, 나카무라 카이토, 카지야마 아사히
- 【E】 5월 27일 ~ 29일 : Snow Man (이와모토 히카루&후카자와 타츠야&아베 료헤이, 와타나베 쇼타&사쿠마 다이스케&미야다테 료타)
- 【F】 5월 19일 ~ 21일 : They 부도
- 【G】 4월 27일 ~ 29일・5얼 2일 : 포~유~
- 【H】 5월 23일 ~ 25일 : 노자와 유키, 야스이 켄타로, 모리타 뮤토, 하기야 케이고, 모로호시 쇼키, 키시 타카요시, 이시가키 다이스케, 고토 히로미, 오가와 유
- 【I】 5월 22일 : M.A.D (이케다 유, 마츠모토 코타), MADE, 모리타 뮤토, 나카다 히로키, 카와시마 노에루, 시메카케 류야
- 【J】 5월 12일 ~ 14일 : 마츠시마 소우, 마츠다 겐타, 마츠쿠라 카이토, 타카하시 후, 타지마 쇼고, 나카무라 레이아, 하뉴다 아무

## 쟈니스 긴자 2016
일정
- 【A】 4월 29일 ~ 5월 1일 : HiHi Jet (하시모토 료, 이노우에 미즈키, 하바 유키, 이가리 소야), Classmate J (이와사키 타이쇼, 타카하시 유토, 콘노 타이키, 마츠이 미나토, 사사키 타이코, 와다 유키, 마츠오 타츠루, 이가라시 레오, 후지이 나오키)
- 【B】 5월 2일 ~ 5일 : Travis Japan (모리타 뮤토, 나카다 히로키, 시메카케 류야, 카와시마 노에루, 미야치카 카이토, 아베 아란, 나카무라 카이토, 요시자와 시즈야, 카지야마 아사히)
- 【C】 5월 6일・21일・22일・31일 : Love-tune (야스이 켄타로, 사나다 유마, 모리타 뮤토, 하기야 케이고)
- 【D】 5월 7일・8일 : 天才Genius (모토다카 카츠키, 무라키 료타, 스게타 린네), 쟈니스 Jr. (나카무라 레이아, 타카하시 후, 하뉴다 아무)
- 【E】 5월 10일・11일 : MADE
- 【F】 5월 12일 ~ 15일 : Prince (키시 유타, 이와하시 겡키, 진구지 유타)
- 【G】 5월 17일 ~ 20일 : Snow Man (이와모토 히카루&후카자와 타츠야&아베 료헤이, 와타나베 쇼타&사쿠마 다이스케&미야다테 료타)
- 【H】 5월 24일 ~ 26일 : They 부도
- 【I】 5월 27일 ~ 30일 : SixTONES

## 쟈니스 긴자 2017
일정
- 【A】 4월 29일 ~ 5월 5일 : HiHi Jet (하시모토 료, 이노우에 미즈키, 하바 유키, 이가리 소야), 도쿄B소년 (나스 유토, 후지이 나오키, 이와사키 타이쇼, 사토 류가, 우키쇼 히다카, 카나사시 잇세이)
- 【B】 5월 6일 ~ 10일 : Travis Japan (모리타 뮤토, 시메카케 류야, 카와시마 노에루, 미야치카 카이토, 나카무라 카이토, 요시자와 시즈야, 카지야마 아사히)
- 【C】 5월 11일 ~ 17일 : Love-tune (야스이 켄타로, 사나다 유마, 모리타 뮤토, 하기야 케이고, 모로호시 쇼키, 아베 아란, 나가츠마 레오)
- 【D】 5월 18일 ~ 20일 : MADE
- 【E】 5월 21일 ~ 25일 : 우주Six (야마모토 료타, 에다 츠요시, 하야시 쇼타, 마츠모토 코타, 메구로 렌, 하라 요시타카), MADE
- 【F】 5월 26일 ~ 28일 : 우주Six
- 【G】 5월 30일 ~ 6월 4일 : Snow Man (이와모토 히카루&후카자와 타츠야&아베 료헤이, 와타나베 쇼타&사쿠마 다이스케&미야다테 료타)

## 쟈니스 긴자 2018
일정
- 【A】 4월 29일 ~ 5월 6일・12일・13일・19일・26일・27일・6월 2일・3일 : HiHi Jet (하시모토 료, 이노우에 미즈키, 하바 유키, 이가리 소야, 사쿠마 류토), 도쿄B소년 (나스 유토, 후지이 나오키, 이와사키 타이쇼, 사토 류가, 우키쇼 히다카, 카나사시 잇세이)
- 【B】 5월 8일・10일・15일・18일・20일・22일・23일・29일・6월 1일 :
- 【C】 5월 9일・11일・16일・17일・25일・30일・31일 :
- 【『7MEN사무라이』 해냈지! 추가공연!!】 5월 24일 : 7MEN사무라이

## 쟈니스 긴자 2019 Tokyo Experience
일정
- 【A】 4월 28일 ~ 5월 6일 : 미소년 (나스 유토, 후지이 나오키, 이와사키 타이쇼, 사토 류가, 우키쇼 히다카, 카나사시 잇세이)
- 【B】 5월 8일 ~ 12일 : 소년닌자 (카와사키 코키, 키타가와 타쿠미, 우치무라 소타, 바사예가 와타루, 브란덴 외 총원 25명)
- 【C】 5월 13일 ~ 26일 : HiHi Jet (하시모토 료, 이노우에 미즈키, 하바 유키, 이가리 소야, 사쿠마 류토)
- 【D】 5월 27일 ~ 6월 2일 : 7MEN사무라이 (나카무라 레이아, 스게타 린네, 이가라시 레오, 콘노 타이키, 야바나 레이, 사사키 타이코, 모토다카 카츠키)

## 쟈니스 긴자 2020 Tokyo Experience
신종 코로나바이러스로 전 공연이 중지되었다.
일정
- 【A】 5월 1일・2일・30일・31일 : 소년닌자
- 【B】 5월 3일 ~ 7일 : 7MEN사무라이 (나카무라 레이아, 스게타 린네, 콘노 타이키, 야바나 레이, 사사키 타이코, 모토다카 카츠키)
- 【C】 5월 8일 ~ 10일 : 사토 아라타, 카게야마 타쿠야, 요코하라 유키, 마츠이 미나토, 츠바키 타이가, 모토이 슌스케, 스즈키 타이가
- 【D】 5월 12일 ~ 17일 : 미소년 (후지이 나오키, 이와사키 타이쇼, 사토 류가)
- 【E】 5월 19일 ~ 24일 : 미소년 (나스 유토, 우키쇼 히다카, 카나사시 잇세이)
- 【F】 5월 26일・27일 : 바사예가 와타루, 카와사키 코키, 키타가와 타쿠미, 오리야마 나오, 쿠로다 코키
- 【G】 5월 28일・29일 : 모토키 와쿠, 아지마 히데키, 우치무라 소타, 후카다 류세이, 히야마 코세이, 히라츠카 쇼마, 토요다 리쿠토, 아오키 코헤이